# Feiertagsschule München
Die Feiertagsschule München war ein um 1793 etablierter, gewerblich orientierter Schultyp. Sie ist die Vorläuferin der heutigen Berufsschulen. Zuerst stand sie ausschließlich männlichen Auszubildenden und Handwerksgesellen, ab 1801 auch Frauen, unentgeltlich zur Verfügung. Mit ihren zunehmend breitgefächerten Inhalten bildete sie in Kunst, Handwerk und Gewerbe aus. Die Münchner Feiertagsschule zog als größte ihrer Art Schüler aus dem In- und Ausland an.
Die angeschlossene Erste lithographische Kunstanstalt hatte entscheidende Bedeutung in der Weiterentwicklung der Lithographie und auf die Entwicklung Münchens als Kunstmetropole.

Feiertagsschule um 1800

## Ursprung und Bedeutung
Bereits im Jahre 1788 wurde in Landshut die erste Sonn- und Feiertagsschule Bayerns gegründet. Als Vorbild dienten ausländische Schulen. Unterstützung fand dieser damals neue Gedanke durch das bildungspolitische Wirken des Staatsministers Graf Maximilian von Montgelas und die Politik des späteren Königs Max I. Joseph. In der reformfreudigen Zeit um 1800 sah sich das Kurfürstentum Bayern zunehmend als „Kulturstaat“ mit einem Bildungsprogramm im Sinne der Aufklärung. Die Basis hierfür bildete die Einführung der allgemeinen Schulpflicht im Jahre 1803. Mit dieser Maßnahme konnte der Staat besseren Einfluss auf das Schulwesen nehmen, das zuvor hauptsächlich von Kirchen und Klöstern betrieben wurde.
Allerdings wurde die – auch fachliche – Schulaufsicht durch die Kirche (die sogenannte geistliche Schulaufsicht) erst nach der Novemberrevolution von 1918 am 1. Januar 1919 durch die Regierung des Ministerpräsidenten Eisner vollständig abgeschafft.
Bildung für breite Massen galt als wünschenswerte Maßnahme. „Brauchbarkeit“ und „Gemeinnützigkeit“ waren weitere Ideale, die angestrebt wurden. Die berufsbezogene Bildung erfuhr vor diesem Hintergrund eine bis dahin nicht gekannte Aufwertung. Im Jahre 1803 wurden mit der „Allerhöchsten Entschließung, die Sonn- und Feiertagsschulen betreffend“ alle bayerischen Städte, Märkte und Pfarrdörfer verpflichtet, Sonn- und Feiertagsschulen einzurichten. Mit dieser Maßnahme wurde die berufliche Bildung begründet.
Die Notwendigkeit, breiten Bevölkerungsschichten eine bessere Bildung zu vermitteln, formulierte Montgelas wie folgt: „Es ist heute bewiesen, daß es die krasse Unwissenheit der Bevölkerung und nicht die vernünftige und dem Stande eines jeden angemessene Bildung ist, die Revolutionen macht und Reiche umstürzt.“
Nach Gründung des Königreichs Bayern 1806 knüpfte König Ludwig I. an diese liberale Politik an. Um revolutionären Tendenzen vorzubeugen, verfolgte er allerdings schon bald eine konservativere Bildungspolitik, die vom „Primat der religiösen Erziehung“ geprägt war. Entsprechend der Pädagogik des Theologen Johann Michael Sailer wurden die vorangegangenen inhaltlichen Neuerungen Montgelas’ nun gründlich revidiert. In einer ministeriellen Entschließung von 1836 wurde angeordnet, alles, was sich an naturwissenschaftlich-technischen Inhalten „… in die teutschen Schulen eingeschlichen hatte, aus denselben zu verbannen und ausdrücklich zu verbieten …“.
Trotz dieser bildungspolitischen Gegenbewegung durch den Staat konnte die Entwicklung der berufsbezogenen Bildung nicht mehr aufgehalten werden. Auch in Bayern setzte sich die industrielle Revolution fort und stellte neue Anforderungen an Beruf und Bildung.

## Finanzierung
Da der Schulbesuch kostenlos war, stammten die nötigen Finanzhilfen aus dem „Schulfond“, der u. a. aus den Erlösen der im Zuge der Säkularisation aufgehobenen bayerischen Klöster stammte.
Weitere finanzielle Unterstützung erfuhr die Feiertagsschule durch die Gemeinden und Bruderschaften, die Erlöse des Glückshafens auf dem Oktoberfest und Zuwendungen von Privatpersonen. 1821 spendete der damalige Kronprinz Ludwig I. nach einem Inspektionsbesuch der Schule seine eigene Drechselbank für den Unterricht in der Mechanik.

## München als Vorbild
In München wurde die erste Feiertagsschule für junge Männer im Jahre 1793 auf Initiative von Franz Xaver Kefer gegründet und in dessen privatem Wohnhaus eingerichtet. Sie sollte männliche Auszubildende („Lehrbuben“) und Gesellen berufsbezogen fortbilden.
Bereits 1791 hatte Kefers Freund, der Zeichenlehrer Hermann Joseph Mitterer, interessierten Handwerksgesellen und Lehrlingen Zeichenunterricht erteilt. Mit der Überzeugung, „wie wichtig die Zeichenkunst für technische Arbeiter“ sei, hatte er um eine Schulgenehmigung seitens der Behörden ersucht. Sie wurde ihm am 26. März 1792 für die Gründung einer „Feiertäglichen Zeichnungsschule“ erteilt. Die Absolventen des Kunstzweiges wurden außerdem zum Übertritt an die Königliche Kunstakademie vorbereitet.
Kefers und Mitterers Schulen wurden bald darauf zusammengeführt, da man erkannte, wie hilfreich und nötig künstlerisches und technisches Zeichnen für alle Berufszweige war. Vom Magistrat der Stadt München wurde schon 1795 als erstes Schulgebäude der Männlichen Feiertagsschule ein Gebäude Am Anger zur Verfügung gestellt. Nachdem die Räumlichkeiten durch verstärkten Zulauf bald nicht mehr genügten, fand ein Umzug ins Nachbargebäude statt. 1798 zählte man bereits 800 Schüler.
Der Schulbesuch wurde Pflicht: „Alle Zünfte hatten bei schwerer Ahndung alle Lehrjungen ausnahmslos in diese Schule zu schicken“.
Im Mai 1803, wenige Monate nach dem Tode Franz Xaver Kefers am 11. September 1802, wurde das ehemalige Kurfürstliche Hofwaisenhaus für die Schule aufgekauft und nach Umbauten bereits Anfang 1804 bezogen. In diesem Jahr besuchten 1500 Schüler die Institution, in der nun auch eine Schulbibliothek und Musikinstrumente zur Verfügung standen. Im selben Gebäude war aufgrund des Mustercharakters des neuen Schultyps ein Lehrerseminar angegliedert.
Die Männliche Feiertagsschule diente wiederum der Königlichen Baugewerksschule München als Vorbereitungs- und Repetierschule. Diese war ab 1821 aus dem bauhandwerklichen Unterricht Hermann Mitterers an der Feiertagsschule hervorgegangen und nach ihrer formalen Ausgründung im April 1823 unter Gustav Vorherr die erste Lehranstalt für Bauhandwerker im deutschen Sprachraum.
Mitterer gliederte später noch die Boissierschule an. Sie bot ihren Schülern das nötige Wissen, um Modelle für die Bildhauerei und den Metallguss herzustellen. Dies hat den Aufstieg Münchens auf dem Gebiet des Erzgusses im 19. Jahrhundert entscheidend geprägt.
1815 gründete Mitterer einen weiteren angegliederten Schulzweig: Die Erste Lithographische Kunstanstalt. Im Laboratorium der Feiertagsschule wurden in den folgenden Jahren bahnbrechende neue Techniken in dieser damals neuen Kunst der Lithographie entwickelt.

## DieWeibliche Feiertagsschuleals Bildungsanstalt für Frauen
1801 wurde für die eher geschlechtsspezifische Ausbildung „der Töchter, besonders des dienenden Standes“ die Weibliche Feiertagsschule gegründet, in der Lesen, Schreiben und Rechnen unterrichtet wurde. Der Unterricht begann regelmäßig mit Gesang, einem weiteren Schulfach.
Die Weibliche Feiertagsschule war im Kloster der Servitinnen in der Herzogspitalstraße im Hackenviertel untergebracht. Sie wurde 1804 bereits von 800 Schülerinnen besucht. In der angegliederten Industrieschule wurden „Nähen, Stricken und Spinnen“ gelehrt.
Die Schule war weniger stark frequentiert, weil die herrschaftlichen Arbeitgeber ihr weibliches Dienstpersonal ungern auch nur für wenige Stunden entbehrten. Im Gegensatz zur Männlichen Feiertagsschule hatten keinerlei Verbände oder Zünfte Interesse an weiblicher Bildung.

## Inhalte
Als Basis sollten in der Feiertagsschule die Fächer „Religion, Lesen, Schreiben, Rechnen und die für das bürgerliche Leben nöthigen schriftlichen Aufsätze“ vermittelt werden. Aufbauend darauf fand auch Unterricht in „vaterländischer Geschichte, Erdbeschreibung, einer practischen Vernunftlehre, Geometrie, zweckmäßiger Sittenlehre, Unterricht im Singen, Rechts- und Verfassungslehre, Naturlehre mit vielen Versuchen, Chemie, theoretisch-praktische Mechanik, Naturgeschichte, Technologie und Warenkunde ect.“ statt.

## Ehrung der weiblichen und männlichen Absolventen
Die Lernerfolge wurden in der Männlichen und in der Weiblichen Feiertagsschule abwechselnd alle zwei Jahre geprüft. Die besten Absolventen wurden mit Geldpreisen und Büchern geehrt.
Als Belohnung für einen guten Abschluss der Weiblichen Feiertagsschule gab es als rangniedrigere Preise auch „schöne Kleidungsstücke“. Die Ehrung fand im Münchner Rathaus statt.

## Ehrung des Gründers der Feiertagsschulen in Bayern
König Max I. Joseph stiftete dem Initiator und Gründer der Bayerischen Feiertagsschulen ein Grabmal im Alten Münchner Südfriedhof und ehrte ihn mit folgender Inschrift:
„Max Joseph, Kurfürst, ehret das Andenken an Franz Xaver Kefer, Stifter und erster Lehrer an der Feiertagsschule für Künstler und Handwerker in München durch dieses Denkmal. Tausende seiner Schüler durch Europa ehren es in ihrem Herzen, Freunde und Mitgenossen seines Amtes durch Thränen. Er starb den 11. Sept. 1802, alt 39 Jahr.“

## Bekannte Absolventen
- Maximilian Joseph Auer (1805–1878), Porzellanmaler
- Joseph Deiglmayer
- Joseph Elsner (1845–1933), Architekt und Kirchenausstatter
- Franz Hanfstaengl (1804–1877), Maler, Lithograf und Fotograf
- Ferdinand Jodl (1805–1882), Architekt und Architekturmaler
- Lorenz Schöpf (1793–1871), Zeichner, Lithograf und Zeichenlehrer
- Joseph Schlotthauer (1789–1869), Historienmaler
- Johann Baptist Stiglmaier (1791–1844), Erzgießer
- Johann Nepomuk Strixner (1782–1855), Zeichner, Lithograf und Kupferstecher
- Adalbert Wietek (1876–1933), Architekt